# آتشفشان اسمیت
آتشفشان اسمیت (به لاتین: Smith Volcano) یک کوه در فیلیپین است که در دره کاگایان واقع شده‌است. آتشفشان اسمیت ۶۸۸ متر بالاتر از سطح دریا واقع شده‌است.